# Majoritetsförtryck
Majoritetsförtryck betecknar ett tillstånd då en majoritet förtrycker en eller flera minoriteter. Framträdande exempel där detta uttryck kommer till användning är situationer där en religiös eller etnisk majoritet förtrycker, förföljer, fördriver eller till och med försöker utsätta en minoritet för folkmord, eller där valda representanter för denna majoritet, med majoritetsgruppens samtycke eller gillande, genomför sådana handlingar.
Det filosofiska problemet med majoritetsförtryck är att det verkar vara förenligt med demokrati: om en majoritet av befolkningen röstar för att förtrycka en minoritet, kan det tyckas som att detta beslut har ett mått av demokratisk giltighet. Detta var i äldre politisk filosofi ett vanligt argument mot demokrati, bland annat från klassiska liberalers sida. Lösningen som många demokratier har valt är att införa ett skydd för yttrande- och religionsfrihet i konstitutionen, liksom förbud mot diskriminering på grund av etnisk eller religiös tillhörighet, ras, hudfärg eller dylikt. Detta ses av vissa som en (måhända nödvändig) inskränkning av demokratin, medan andra ser det som en nödvändig förutsättning för demokrati: människor som förtrycks och förföljs kan inte delta i sitt lands styrelse, och därmed är inte det landet en demokrati.
En annan variant av förtryck som kan förekomma inom ramarna för en demokrati är minoritetsförtryck.